# Dzsunka

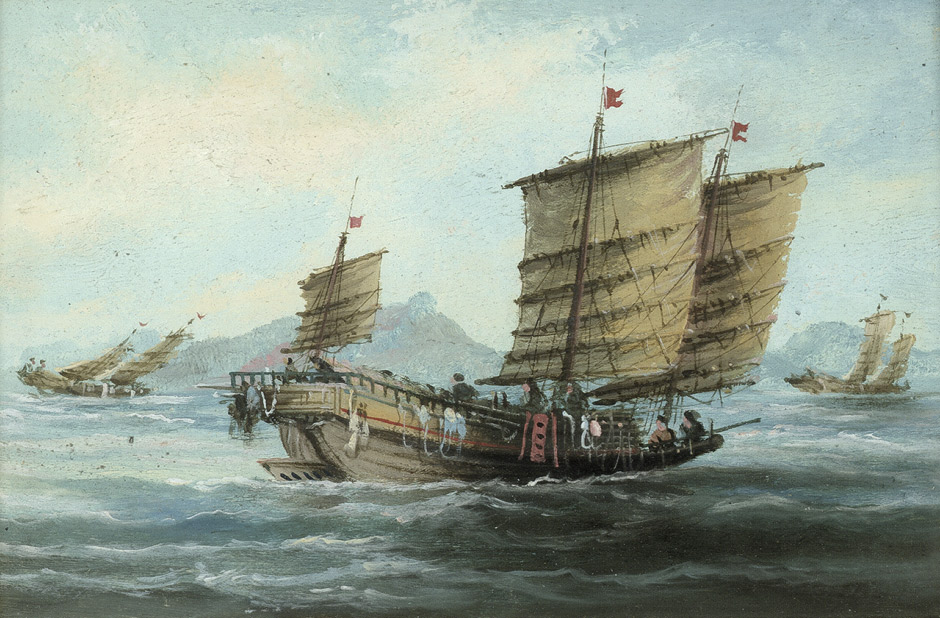
Kínai dzsunkák (festmény, 1850 körül)

Japán kereskedelmi dzsunka rajza
(a „Gaiban Tsusho” néven ismert könyvben, 18. század)

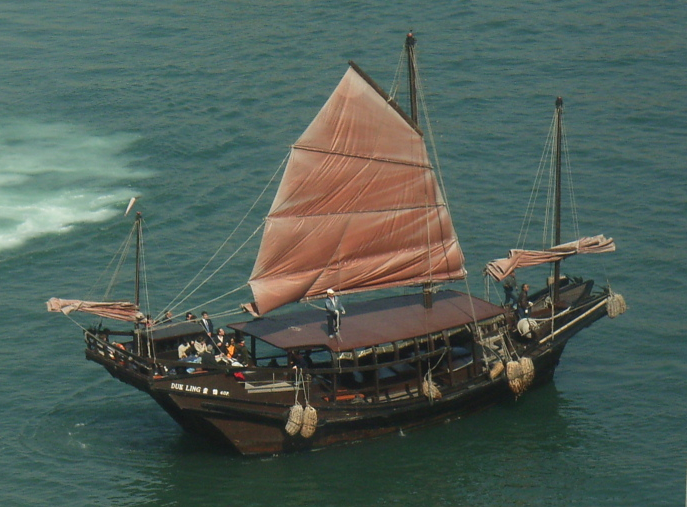
Modern hongkongi dzsunka

A dzsunka hajótípus jellegzetessége a bambuszrudakkal merevített vitorla, és a hosszan hátranyúló tat. A hajótípus Kína partjai mentén alakult ki és ma is használatban van.

## Története
A kínai dzsunkák az i.sz. 5–6. században jelentek meg a nyílt tengeren. A 15. századig valószínűleg a kínai dzsunka volt a legnagyobb méretű hajó, egyes leírások 180 méter hosszúságú dzsunkákról írnak. A 12. század végén épült Angkorthom angkori város egyik domborművén kínai dzsunka látható. A mai, 21. században létező dzsunkák kevés eltérést mutatnak ehhez képest. Ebből arra következtethetünk, hogy a Marco Polo, Ibn Battúta és más korabeli írók már egy régebb óta kifejlesztett, ezért azóta keveset változó hajótípust írtak le. Az érem másik oldala, hogy az akkori kínai társadalmi berendezkedés sem igényelte az újabb hajótípusok kifejlesztését.

## Leírása
A dzsunka alakja a kezdetektől a helyi körülményekhez idomult. 
A Jangcétól északra a partot lapos földnyelvek, homokpadok uralják, ezért itt a lapos fenekű, széles orrú, szögletesebb formájú dzsunka alakult ki. A vitorla álló téglalap alakú (vagy azt közelítő, szabálytalan négyszög). A fedélzetet általában mellvéd övezi.
A Jangcétól délre Kína partvonalát számtalan sziget és természetes kikötőhely tagolja. Ebben a térségben ritkán kellett a hajót partra vontatni, ezért itt a hegyes orrú, mély járású változat honosodott meg. Az itteni dzsunka kevésbé zömök, mint északi társa.
A bambuszrudakkal merevített vitorla könnyen kezelhető volt: a bambuszrudakra lépve fel lehetett jutni az árbóc tetejéig, vagy szükség esetén függőlegesen fel lehetett tekerni, hogy csökkentsék a felületét. A tengerjáró dzsunka vitorlája a csúcsa felé keskenyebbé vált, míg a folyami dzsunkáé széles volt, hogy a legkisebb szelet is felfogja. A kínai dzsunka jellegzetessége, hogy a hajótestben a fedélzet alatt, a hajó hossztengelyére keresztben, vízzáró falakkal rekeszeket hoztak létre. Ez szilárdabbá tette a szerkezetet. Halászatra használt dzsunka esetén egy-egy rekeszt elárasztottak vízzel és az élő zsákmányt abban szállították. Ha a hajó léket kapott, akkor csak a sérült kamra került víz alá. Előnyei ellenére a vízhatlan rekeszek ötletét az európai hajóépítők csak jelentős késéssel, a 19. században vették át.
A kereskedelmi célra használt nagyobb méretű dzsunka trapéz alakú lugvitorlával (más néven lugger) rendelkezik, vitorlafelületének mintegy harmada az árbóc előtt található. Az árbócok száma jellemzően három, de lehet kettő vagy akár öt is. Az előárbóc előre, a hátsó árbóc hátrafelé dől.
A kisebb hajókat az árbóc által befogott szél hajtotta előre, a nagyobb hajókon (főleg a harci dzsunkákon) az árbócok mellett evezősöket is alkalmaztak.
Az európai hajótípusokkal ellentétben feszítőkötelek nincsenek, így a vitorlákat bármely irányba el lehet forgatni. A hajó így a vitorla bevonása nélkül is meg tud állni, csak a vitorla síkját kell a szél irányába forgatni.
A kormányszerkezet eredeti kínai konstrukció. Nagy felülettel rendelkezik, amivel a hajó hatásosan kormányozható. Kisebb hajókon balanszkormányt használnak. A kormányszerkezet hasznos tulajdonsága, hogy magasságát egy csigarendszer segítségével a víz mélységének megfelelően be lehetett állítani.

## Típusok, változatok

### Harci dzsunka
A harci dzsunka sokszor rámpával rendelkezett, amit támadáskor le lehetett ereszteni a part vagy a másik hajó irányába és azon áthaladva a gyalogos katonák támadni tudtak. A fedélzet nem volt fedve, így az íjászok onnan lőhettek. A nagyobb hajókon a 9. századtól kezdve megjelentek az ágyúk.

## Használata
A dzsunkát az évszázadok alatt gyakorlatilag minden elképzelhető célra felhasználták: halászat, utasszállítás, kereskedelem, hadviselés, bolt és lakhely.

## Elterjedtség
Kína tengeri partvonala mentén változatos kivitelű dzsunkákat használtak, ezen kívül a folyami hajózásban is jelentős szerepe volt, ahol nem csak kereskedelmi, hanem harci dzsunkák is közlekedtek a belső lázadók és kalózok féken tartására. 
Japánban is évszázadokig használták, ennek kivitele eltért a kínai dzsunka felépítésétől (Kínával ellentétben Japánban ma már nem használják). Kisebb tömegben egész Délkelet-Ázsiában elterjedt hajótípus volt.